# 안나 네흐레베츠카
안나 네흐레베츠카(Anna Nehrebecka, 1947년 12월 16일 ~ )는 폴란드의 배우이다.